# Петър Константинов
Петър Константинов е български общественик, писател и публицист, историк, изкуствовед и медик; професор.
До смъртта си е председател е на Общонародното сдружение „Мати Болгария“ – организация с идеална цел, която през последните 20 години осъществи изключително активна дейност в България и в чужбина за пробуждане, съхранение и разпространение на българския народен дух, народните традиции и историческата ни памет. Председател на Националния комитет за защита правата на българите извън сегашните граници на България.

## Биография
Петър Константинов е роден на 1 август 1928 г. в гр. Казанлък. Завършва Медицинския университет и Висшия икономически институт в София, специалност политическа икономия. Специализира вътрешни болести, кардиология и ревматология в София и Грайфсвалд. До 1984 г. той е лекар в системата на Министерството на транспорта, Главното управление на Строителните войски и Клиниката по вътрешни болести и терапия при Медицинската академия в София..
Петър Константинов е един от основателите и председател на Общонародното сдружение „Мати Болгария“ – първата общонародна организация след демократичните промени през 1989 г.
През последните 22 години от живота си той осъществява изключително активна дейност в България и в чужбина за пробуждане, съхранение и разпространение на българския народен дух, народните традиции и историческата памет.
Като председател на Националния комитет за защита правата на българите извън сегашните граници на България и на Националния комитет за защита на историческата истина в България, той съдейства с подкрепата на широката общественост за формиране на истинско и действащо гражданско общество в страната ни.
На 30 юли 2009 г. Петър Константинов е удостоен със званието „Почетен гражданин на Казанлък“.
Женен, има син.
След тежко боледуване почива в София на 12 юни 2011 г.

## Творчество
Автор е на над 30 книги – романи, повести, сборници, разкази, художествена публицистика и изкуствознание, повечето от които са претърпели три, четири и пет издания.
По-известни негови книги са „Предание от изчезналия град“, „Хаджи Адем“, „Ирмена“, тетралогията „Синият аметист“, „Светилници в утрото“, „Сказание за долината на розите“, „Вечният Бог“, „Вдъхновението на едно столетие“, „Старият Пловдив“, „История на България с някои премълчавани досега исторически факти“, „За и против националните интереси на България“, „Завръщането на Прометей“, „Съкровищата на България“, „Съкровищата на Европа“, „Съкровищата на света“ и др.
Автор и на над 200 научни труда в областта на медицината, изкуството, политическа икономия и историята и над 2000 публикации в периодичния печат.